# Bet Oren
Bet Oren (hebr. בית אורן) – kibuc położony w Chof ha-Karmel, w Dystrykcie Północnym, w Izraelu. Członek Ruchu Kibuców (Ha-Tenu’a ha-Kibbucit).

## Położenie
Leży w południowej części masywu górskiego Karmel.

## Historia
Kibuc został założony w 1939 roku.

## Gospodarka
Gospodarka kibucu opiera się na rolnictwie.